# Wächtersbach
Wächtersbach é um município da Alemanha, situado no distrito de Main-Kinzig, no estado de Hesse. Tem 50,79 km² de área, e sua população em 2019 foi estimada em 12.640 habitantes.